# Symphonie pour Orchestre d'Harmonie (Gotkovsky)
Symphonie pour Orchestre d'Harmonie is een compositie voor harmonieorkest van de Franse componiste Ida Gotkovsky. Het is haar tweede compositie voor harmonieorkest. 
Het werk werd op cd opgenomen door het Schweizer Armeespiel onder leiding van Jan Cober.